# یانگ مین (بازیکن راگبی)
یانگ مین (انگلیسی: Yang Min؛ زادهٔ ۴ نوامبر ۱۹۹۴) بازیکن زن راگبی ۷ نفره اهل چین است. وی در بازی‌های المپیک تابستانی ۲۰۲۰ شرکت کرده‌است.